# 格奥尔基·克里斯泰斯库

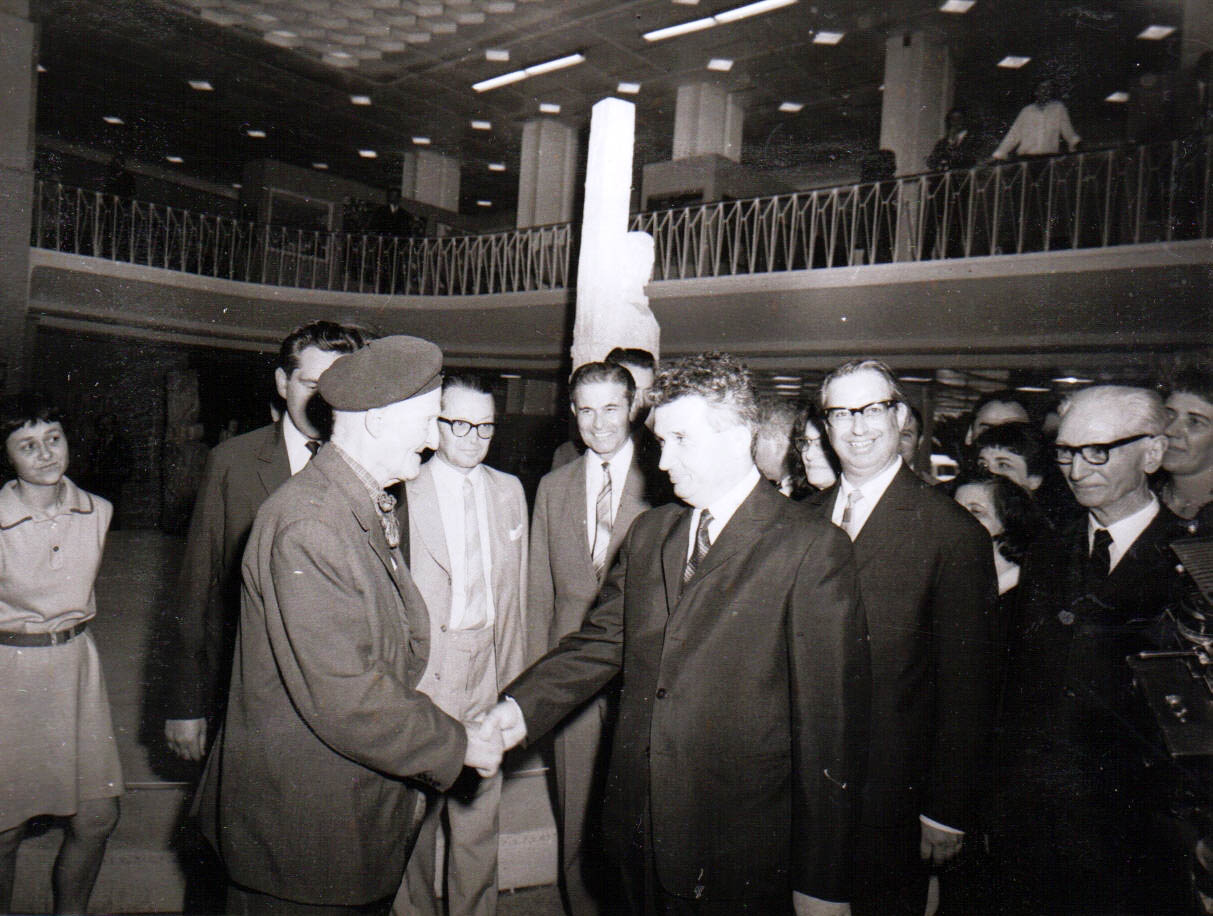
1971年，罗马尼亚共产党成立50周年之际，罗马尼亚最高领导人尼古拉·齐奥塞斯库会见格奥尔基·克里斯泰斯库。

格奥尔基·克里斯泰斯库（羅馬尼亞語：Gheorghe Cristescu；1882年10月10日—1973年11月29日），绰号“被褥制造者”、“红色领结男”（得名于他的标志性配饰——一条红色的四手领结），是罗马尼亚一个的社会主义活动家。他出生于伊尔福夫县京帕齐乡（今属久尔久县）。他学习过毛毯制作，后来开了一家毛毯店。1898年，他开始活跃于社会主义圈子，不久成为罗马尼亚社会民主工党的领导成员，直到1900年该党瓦解。第一次世界大战中的1918年，他因与德国社会民主党保持联系，因被罗马尼亚政府以通敌罪的名义逮捕。1919年，他作为罗马尼亚社会党候选人当选为众议院议员。1921年，社会-共产党（1922年，改名为罗马尼亚共产党）成立，他成为该党的首任总书记。1926年，他因反对巴尔干共产主义联盟的决议，被罗马尼亚共产党开除。1928年，他建立自己的小团体——工人社会党。1932年，他加入统一社会党。1936年，他退出政坛。1950年—1954年，他因政治观点被捕，并被关押在多瑙-黑海运河劳改营。在第一次政治犯大赦（发生在约瑟夫·斯大林死后不久）后，他获得释放，余生相对默默无闻。虽然尼古拉·齐奥塞斯库的平反政策洗清了他的罪名，但他的异议观点受到审查，并一直受到罗马尼亚秘密警察的监视，直至1973年他在蒂米什瓦拉去世。
他的女儿蒂塔·克里斯泰斯库曾是“罗马尼亚小姐”，于1936年离奇死亡。